# Tomás de Teresa
Tomás de Teresa Colina (* 5. September 1968 in Santoña) ist ein ehemaliger spanischer Mittelstreckenläufer, der sich auf die 800-Meter-Strecke spezialisiert hat. Seinen größten Erfolg feierte er mit dem Gewinn der Silbermedaille bei den Hallenweltmeisterschaften 1991 in Sevilla sowie mit der Bronzemedaille bei den Europameisterschaften 1994 in Helsinki.

## Sportliche Laufbahn
Erste Erfahrungen bei internationalen Meisterschaften sammelte Tomás de Teresa im Jahr 1987, als er bei den Junioreneuropameisterschaften in Birmingham in 1:49,37 min die Goldmedaille über 800 Meter gewann. Im Jahr darauf schied er bei den Halleneuropameisterschaften in Budapest mit 2:00,65 min im Vorlauf aus und im September schied er bei den Olympischen Sommerspielen in Seoul mit 1:48,01 min im Viertelfinale aus. 1989 schied er bei den Halleneuropameisterschaften in Den Haag mit 1:52,54 min im Halbfinale aus und anschließend verpasste er bei den Hallenweltmeisterschaften in Budapest mit 1:50,19 min den Finaleinzug. Im September belegte er beim IAAF World Cup in Barcelona in 1:47,94 min den achten Platz. Im Jahr darauf gewann er bei den Halleneuropameisterschaften in Glasgow in 1:47,22 min die Silbermedaille hinter dem Briten Tom McKean und im August schied er bei den Europameisterschaften in Split mit 1:48,73 min im Semifinale aus. 1991 gewann er bei den Hallenweltmeisterschaften in Sevilla in 1:47,82 min die Silbermedaille hinter dem Kenianer Paul Ereng und im Sommer belegte er bei den Weltmeisterschaften in Tokio in 1:47,65 min im Finale den achten Platz. Im Jahr darauf nahm er erneut an den Olympischen Sommerspielen in Barcelona teil und schied dort mit 1:46,08 min im Halbfinale aus. 1993 kam er bei den Weltmeisterschaften in Stuttgart mit 1:49,79 min nicht über den Vorlauf hinaus und im Jahr darauf gewann er bei den Europameisterschaften in Helsinki in 1:46,57 min die Bronzemedaille hinter dem Italiener Andrea Benvenuti und Vebjørn Rodal aus Norwegen. Anschließend belegte er beim World Cup in London in 1:48,04 min den sechsten Platz. 1994 schied er bei den Weltmeisterschaften in Göteborg mit 1:49,07 min in der Vorrunde aus und 1997 beendete er seine aktive sportliche Karriere im Alter von 29 Jahren.
In den Jahren 1989, 1994 und 1995 wurde de Teresa spanischer Meister im 800-Meter-Lauf im Freien sowie 1989 auch in der Halle.

## Persönliche Bestzeiten
- 800 Meter: 1:44,99 min, 30. Mai 1990 in Sevilla
  - 800 Meter (Halle): 1:46,97 min, 28. Februar 1989 in Sevilla
- 1000 Meter: 2:19,99 min, 6. September 1994 in Madrid
  - 1000 Meter (Halle): 2:27,49 min, 4. Februar 1997 in Madrid